# Лешанаку, Лульета
Лульета Лешанаку  (алб.  Luljeta Lleshanaku, 2 апреля 1968, Эльбасан) – албанская поэтесса.

## Биография
Выросла в условиях сталинистского режима Энвера Ходжи, начала публиковаться после его падения. Закончила филологический факультет Тиранского университета. Была главным редактором еженедельного журнала Голос юности (Zëri i rinisë). Сотрудничала с литературной газетой Drita.

## Творчество
Активная участница литературных фестивалей в Европе и США, её стихи публикуются в литературных журналах разных стран мира. В 1999 принимала участие в Международной писательской программе Айовского университета. Переводит американскую поэзию. Её стихи выходили книгами в США, Великобритании, ФРГ, Польше, они переведены также на французский и  итальянский  языки.

## Книги стихов
- Preludë poetike (1990)
- Sytë e somnambulës (1992)
- Воскресные колокола/ Këmbanat e së dielës (1994)
- Gjysëmkubizëm (1996)
- Антипастораль/ Antipastorale (1999)
- Palca e verdhë (2000)
- Дитя природы/ Fëmijët e natyrës (2006)

## Издания на других языках

### Английский
- Fresco: Selected Poems (2002, рец.: )
- Child of Nature (2010)
- Haywire: New & Selected Poems (2011, рец.: , )

### Немецкий
- Kinder der Natur (2010)

### Польский
- Dzieci natury (2011, билингва)

## Признание
Национальная премия Албании Серебряное перо (2000). Премия Хрустальная Виленица (2009, ). Короткий список Премии за лучшую переводную книгу (США, 2011).